# Quatuor à cordes en fa majeur de Glinka
Pour les articles homonymes, voir Quatuor à cordes.
Le Quatuor à cordes en fa majeur est un quatuor pour deux violons, alto et violoncelle de Mikhaïl Glinka, composé en 1830. Il est publié en 1878 par l'éditeur Jurgenson.

## Contexte et création
Le Quatuor en fa majeur est la première partition de musique de chambre achevé par le compositeur. Il achève son quatuor en 1830, alors qu'il vit dans sa maison natale de Novospasskoïe. C'est grâce au violoniste Engelhardt et ses amis que le compositeur a pu entendre et « juger cette œuvre d'apprenti ». Elle est publiée en 1878 par Jurgenson, mais l'édition critique ne parait qu'en 1957 pour le centenaire de la mort du compositeur à Moscou.

## Structure
L'œuvre se compose de quatre mouvements :
1. Allegro spiritoso
2. Andante con moto
3. Menuet
4. Finale: Rondo

La durée d'exécution est d'environ vingt minutes.

## Analyse
Le modèle pour ce quatuor est celui des divertimenti de Wolfgang Amadeus Mozart plus que ses quatuors.

### Allegro spiritoso
L'Allegro initial possède une pureté de la ligne mélodique proche du modèle italien sans éliminer l'inspiration mendelssohnienne, notamment dans la conduite des deux voix successives. Le côté spiritoso tient plus au style lyrique du premier violon et de l'alto qu'à une volonté de « chant sacré ».

### Andante con moto
Ce mouvement mêle la romance russes à des souvenirs du bel canto.

### Menuet
Le Menuet a une meilleure qualité d'écriture que celui du Quatuor à cordes en ré majeur et a des ritournelles joviales.

### Finale – Rondo
Le Finale possède une grande qualité formelle classique, avec un matériau mélodique plus rossinien que russe.